# Присілок
Присі́лок (англ. convilla, appendium villae) — невеликий сільський населений пункт, розташований поблизу села, або частина великого села. Господарства присілка розташовані поза інтегральною забудовою села.

## Синоніми
Висілок, переседина, передсілля, поселиця, осада, оседлість, селідба, мєсто.

## Історія
Термін присілок використовували у часи Великого князівства Литовського на теренах Західної Руси для розрізнення невеликих сільських поселень, хуторів, що тяжіли до великих сіл адміністративно і господарчо, бо в них відбувалось судочинство, збирались податі, здійснювались інші повинності. Утворювались такі присілки через виселення частини мешканців села або панського господарства (господи, фільварка) на нові землі, як колоністів. Присілки складались з окремих дворів (димів), або дворищ, навколишніх оброблюваних земель та угідь.
В історичних джерелах розрізняють присілки, що «осідали» на землях «осідлих» (у Підляшші — «на жереб'ях») від «порожніх присілків», так званих «пустих».

## Росія
Як вказує П. Ф. Гураль, у Росії нові невеликі поселення, які були створені вихідцями з великих сіл, називали «деревнею». Вони створювались як неподалік основного села, так і досить на далекій відстані. Із заселенням росіянами Передуралля та Зауралля, деревнями називались нові сільські поселення, засновані вихідцями з центральних регіонів Росії. Українським відповідником є село, сільце, присілок.
На сьогодні в адміністративно-територіальному устрої Росії офіційно виділяється деревня, як тип сільського поселення. Від села деревня відрізнялася відсутністю церкви, хоча нині в Росії є села без церков (зруйновані).

## Україна
В Україні дуже маленьке село зазвичай називають селище або хутір. Існували також такі місця, як буда, воля, гамарня, гута, колонія, лісничівка, монастир, слобода, солтиство або війтівство, промисел, станиця, станція, фільварок та інші.